# 비탄
비탄 또는 비통은 중요하다고 생각되는 것의 상실, 특히 유대감이나 애정이 형성된 누군가 또는 죽은 생명체의 상실에 대한 반응이다. 전통적으로 상실에 대한 정서적 반응에 초점을 두었지만 비탄에는 신체적, 인지적, 행동적, 사회적, 문화적, 영적, 철학적 차원도 있다. 사별(bereavement)은 상실의 상태를 의미한다.
죽음과 관련된 비탄은 대부분의 사람들에게 익숙하지만 개개인은 실직, 건강 악화 또는 관계 종료와 같은 일생 동안 다양한 상실(loss)과 관련하여 슬퍼한다. 상실은 물리적 또는 추상적으로 분류될 수 있다. 신체적 상실은 사망으로 인한 배우자 상실과 같이 개인이 만지거나 측정할 수 있는 것과 관련이 있는 반면, 다른 유형의 상실은 좀 더 추상적이며 개인의 사회적 상호 작용 측면과 관련될 수 있다.

## 같이 보기
- 슬픔
- 펫로스 증후군
- 상담 주제 목록
- 주요 우울 장애